# Umbrotherium
Umbrotherium es un género extinto de jiráfidos. Fue nombrado por primera vez por Hurzeler y Engesser en el año 1976.